# Ninguno La Ladrillera
Ninguno La Ladrillera är en ort i Mexiko.   Den ligger i kommunen Celaya och delstaten Guanajuato, i den centrala delen av landet, 220 km nordväst om huvudstaden Mexico City. Ninguno La Ladrillera ligger 1 761 meter över havet och antalet invånare är 158.
Terrängen runt Ninguno La Ladrillera är huvudsakligen platt, men norrut är den kuperad. Runt Ninguno La Ladrillera är det tätbefolkat, med 881 invånare per kvadratkilometer. Närmaste större samhälle är Celaya, 7,2 km sydost om Ninguno La Ladrillera. Trakten runt Ninguno La Ladrillera består till största delen av jordbruksmark.